# Radošovský most
Radošovský most je krytý dřevěný silniční most vedoucí přes řeku Ohři v Radošově, části Kyselky v Karlovarském kraji. Most je dlouhý přes 62 m a široký přes 5,5 m. Je kryt šindelovou střechou se sklonem 47°. Most stojí na kamenných pilířích z 2. poloviny 18. století.

## Historie
V místě se nacházel jeden z nejstarších brodů na Ohři, vedla tudy cesta z Čech do Porýní. Již od roku 1364 zde stál na základě královského priviliegia dřevěný krytý most na zemské stezce.
V roce 1980 prošel most generální obnovou. Dne 18. července 1986 v ranních hodinách vyhořel a následně byl v roce 2003 opětovně vybudován. Poté do něj vrazilo auto, které ho poničilo. Když se opravila i tato poškození, přišla v roce 2011 povodeň. Té ale most odolal. Stavba je zařazena mezi kulturní památky České republiky. Zájemci mohou získat turistickou známku číslo 1330 pojmenovanou „Kyselka – Radošovský Most“ nebo turistickou medaili číslo 420 nazvanou „Radošovský Most, Kyselka“.
Most je podle OpenStreetMap součástí silnice III/22124, není však evidován v celostátní evidenci Bridge Management System, podle mapy ŘSD je úsek přes řeku a přes železniční přejezd ze silniční sítě vyjmut a propojení silnice III/22124 se silnicí III/22127 na druhém břehu řeky tak zřejmě spadá do kategorie místních komunikací.

## Provoz
Uvnitř mostu jsou podélnými prahy vyznačeny po stranách dva chodníky, mezi nimiž zůstává jednopruhová vozovka. Dopravními značkami je vjezd omezen na vozidla o celkové hmotnosti do 3,5 tuny, výšce do 3,0 metru a rychlost je omezena do 30 km/h. Přednost mají vozidla jedoucí ve směru z Radošova, z opačného břehu je před vjezdem na most vybudován rozšířený vyčkávací prostor. Most je vybaven stropními závěsnými svítidly, dále je vybaven malými okénky a střešnými vikýřky.